# عبدالحلیم سمایه
عبدالحلیم بن سَمایه (۱۸۶۶-۱۹۳۳) فقیه، اصلاح‌طلب، روزنامه‌نگار و آموزگار الجزایری و از نخستین افرادی بود که جنبش اصلاح‌خواهی محمد عبده را پذیرفت. خاستگاه خاندان سمایه از شهر الجزیره بود که ترک‌تبار از اهالی ازمیر بودند و نسبش را «عبدالحلیم بن علی بن عبدالرحمان بن خواجه حسین» ذکر نموده‌اند.. از ۱۸۹۶ تا سال‌ها پس از ۱۹۰۰ به تدریس پرداخت. پیش از درگذشت به جنون و بیماری عصبی دچار شد برای آنکه بسیار به استعمار و شکنجه‌های آنان اعتراض داشت. «اهتزاز الأطواد و الربی من مسألة تحلیل الربا» (۱۹۱۱)، الکنز المدفون و السر المکنون»، «فلسفة الإسلام» از آثار اوست. همچنین مقالات بسیاری از او در روزنامهٔ کوکب إفریقیا و الإقدام از چاپ شد.